# Рібадавія
Рібадавія (гал. і ісп. Ribadavia) — муніципалітет в Іспанії, у складі автономної спільноти Галісія, у провінції Оренсе. Населення — 5519 осіб (2009).

## Географія
Муніципалітет розташований на відстані близько 430 км на північний захід від Мадрида, 23 км на захід від Оренсе.
Через муніципалітет протікає річка Міньо.

## Демографія
Динаміка населення (INE ):

## Парафії
Муніципалітет складається з таких парафій
- Кампо-Редондо, Еспосенде, Франселос, Рібадавія, Рібадавія, Сан-Крістово-де-Регодейгон, Санін, Вентосела.

## Галерея зображень

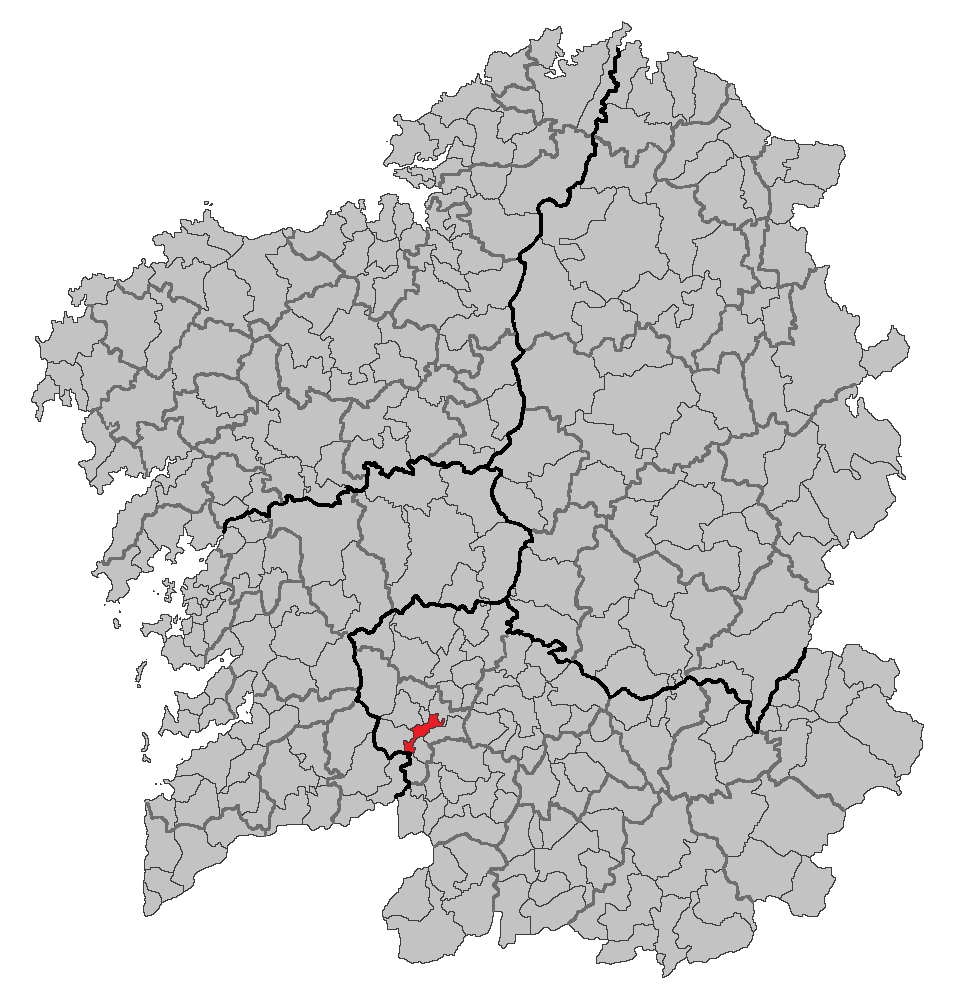
Розташування муніципалітету
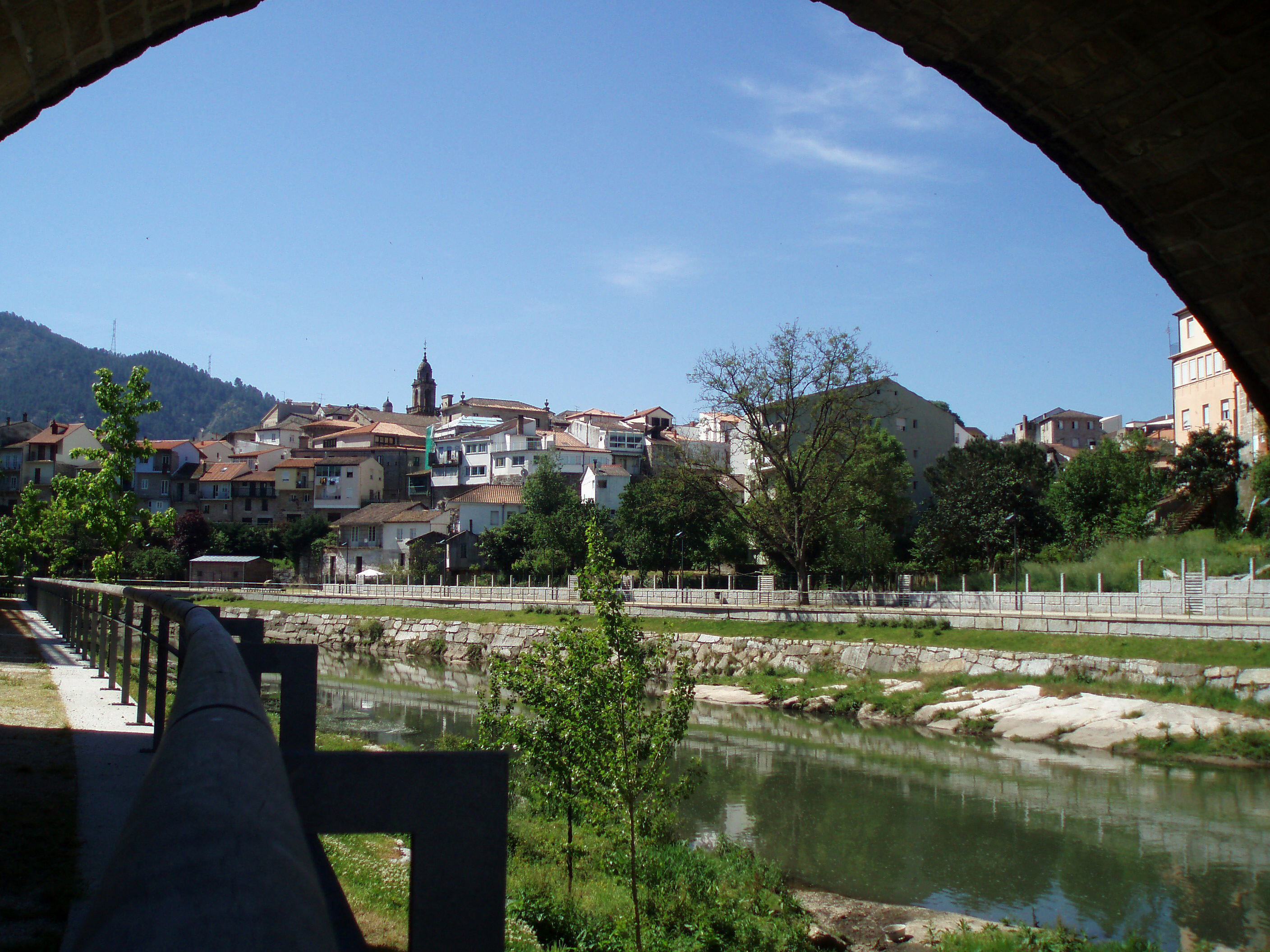
Міст Сан-Франсіско на річці Авія
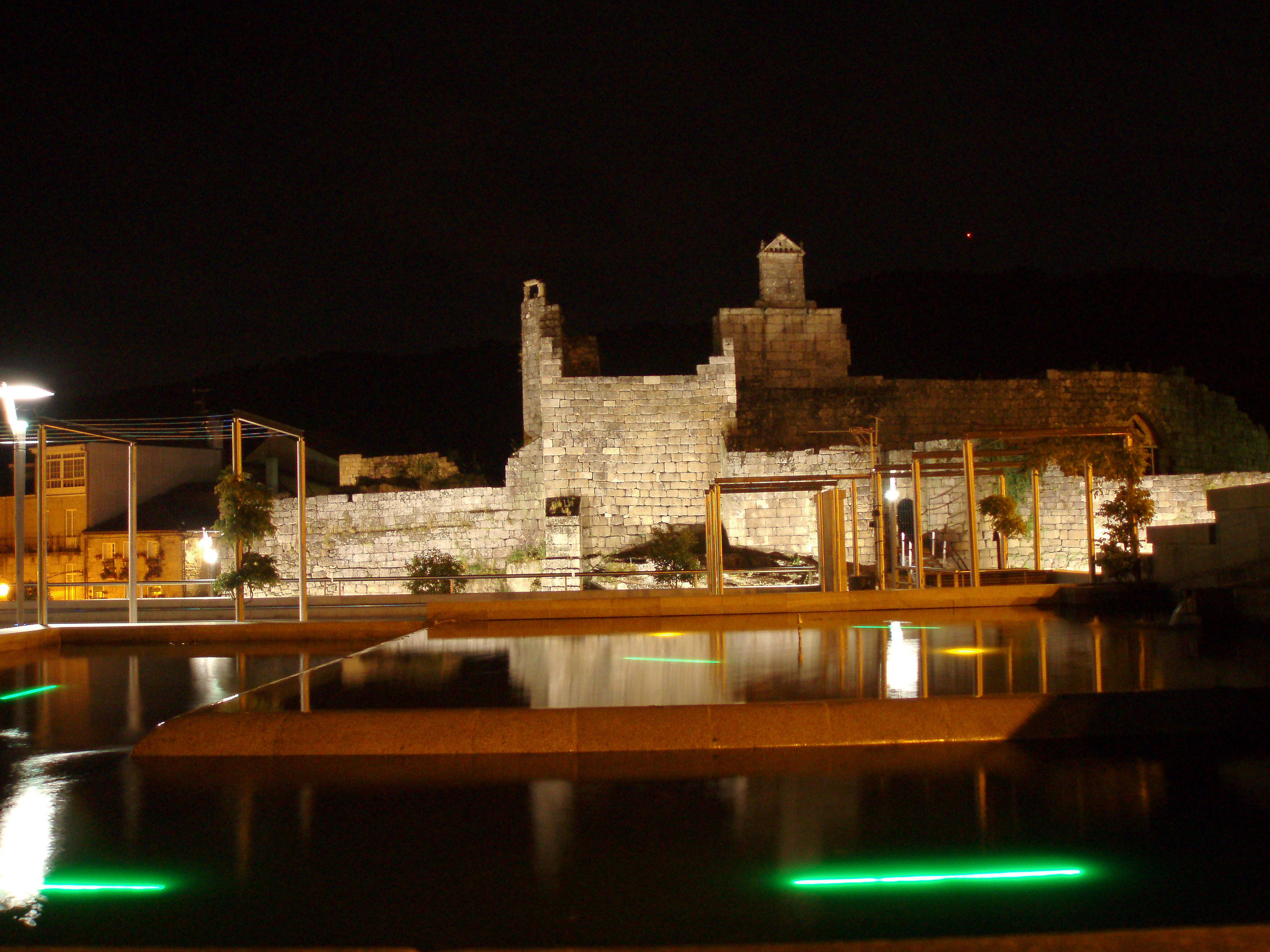
Рібадавія. Нічна панорама замку
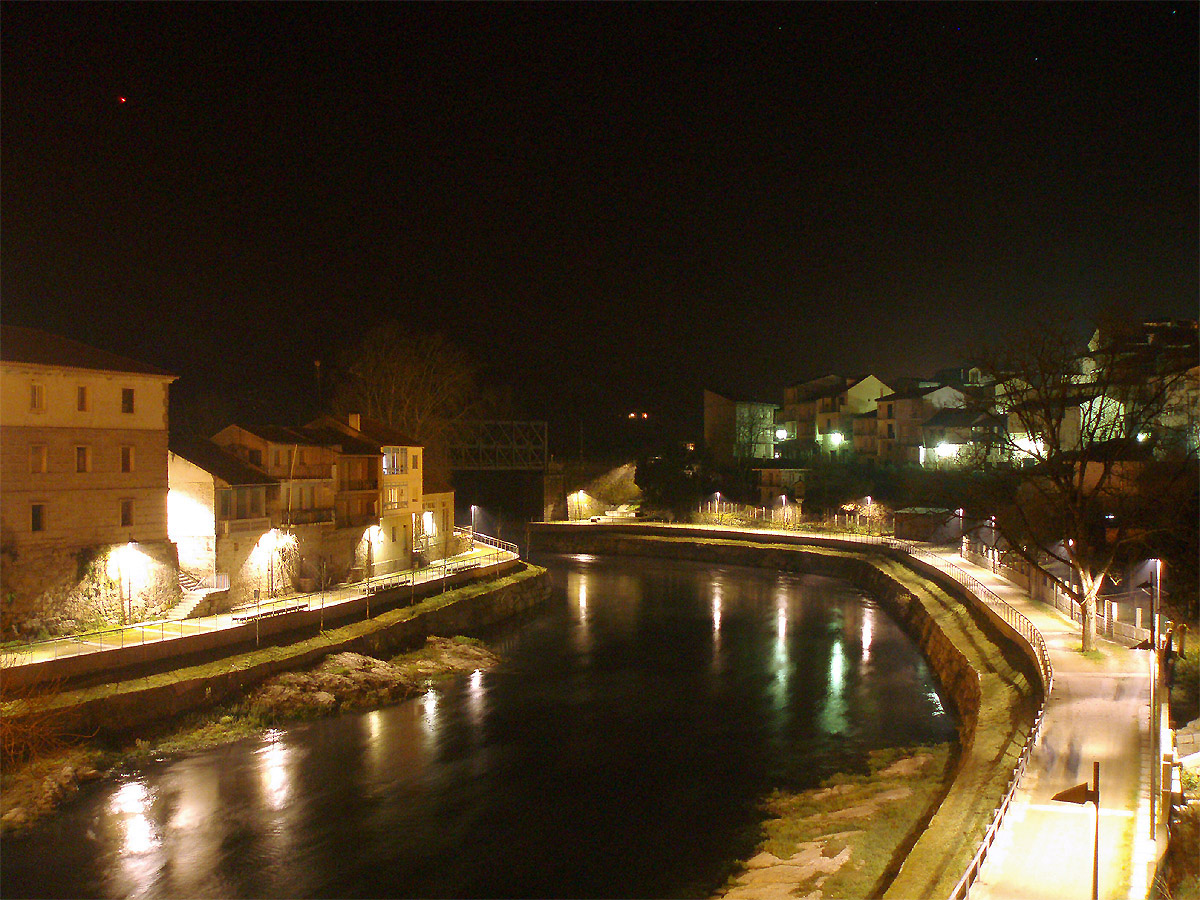
Річка Авія у Рібадавії
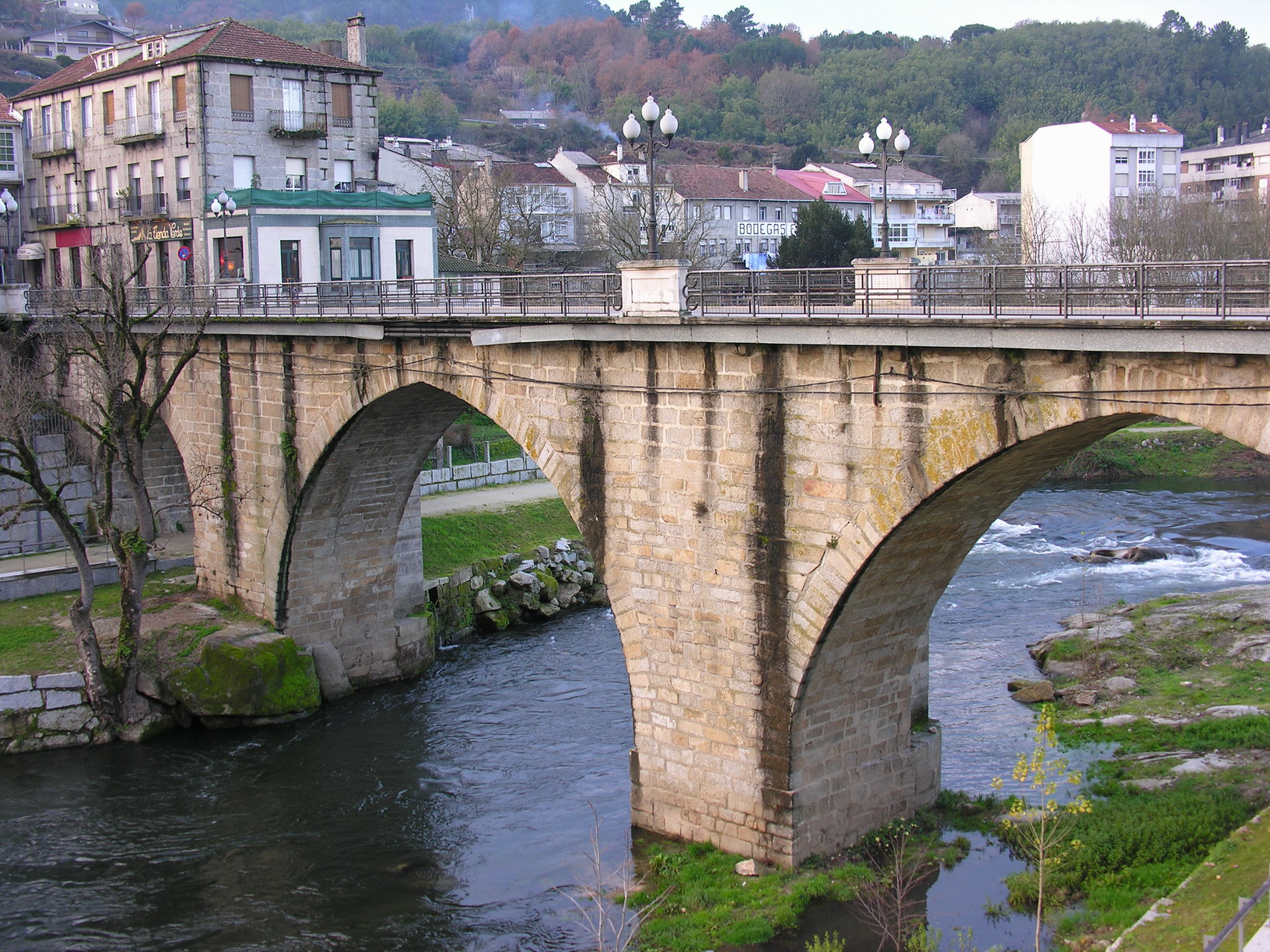
Річка Авія у Рібадавії
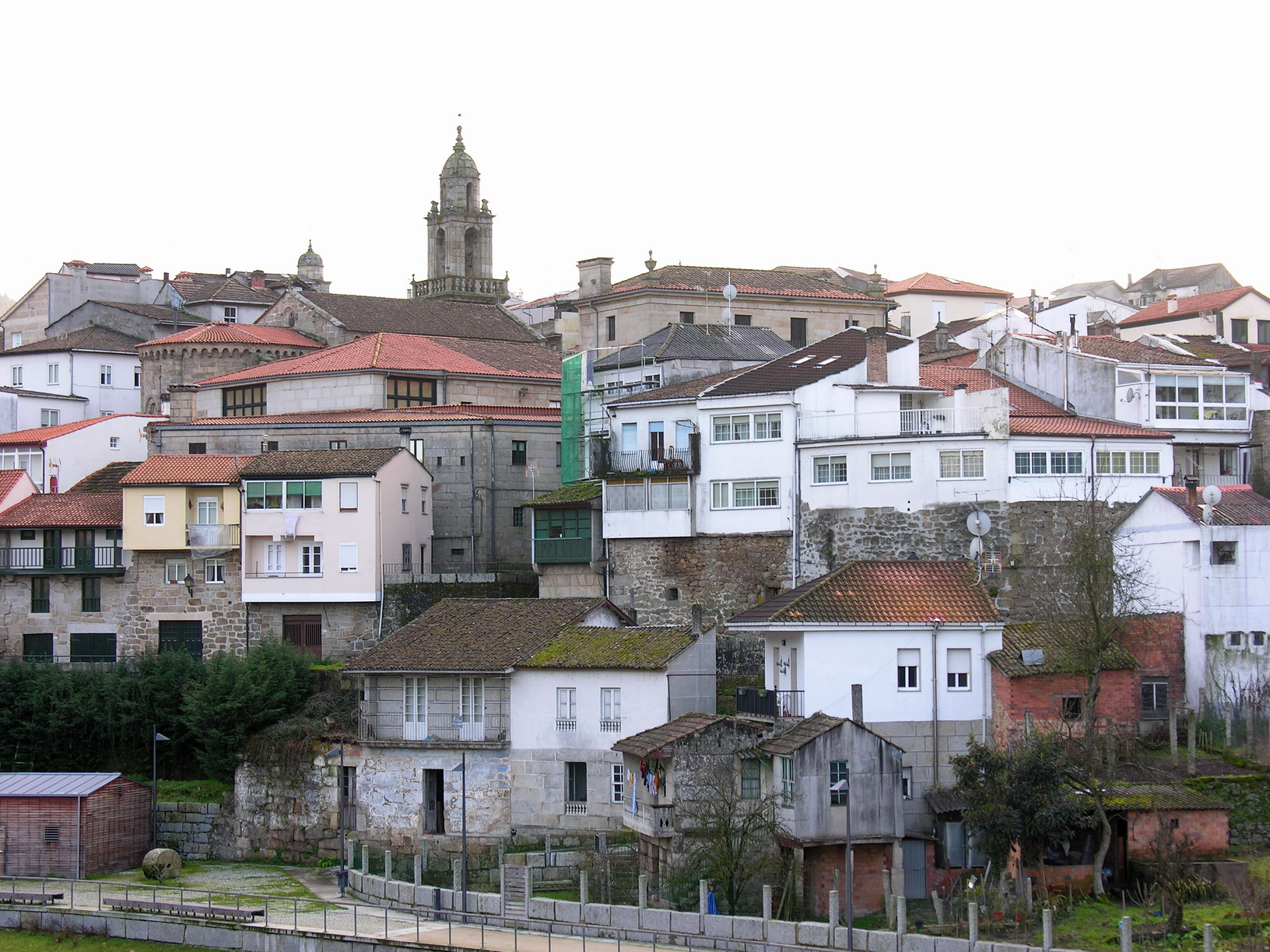
Рібадавія